# 레기오노보군

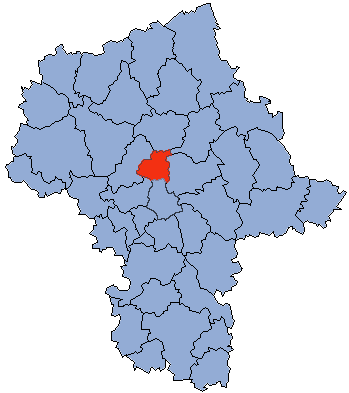
마조프셰주 지도에 표시된 레기오노보군의 위치

레기오노보군(폴란드어: powiat legionowski)은 폴란드 마조프셰주에 위치한 군으로 군청 소재지는 레기오노보이며 면적은 389.86km2, 인구는 106,321명(2019년 기준), 인구 밀도는 270명/km2이다.
북쪽으로는 푸우투스크군, 동쪽으로는 비슈쿠프군, 보워민군, 남쪽으로는 바르샤바시, 서바르샤바군, 서쪽으로는 노비드부르군과 접한다. 5개 지방 자치체(1개 도시, 1개 도시형 농촌, 3개 농촌)를 관할한다.

군기
군 문장